# Amathia antarctica
Amathia antarctica is een mosdiertjessoort uit de familie van de Vesiculariidae. De wetenschappelijke naam van de soort is, als Bowerbankia antarctica, voor het eerst geldig gepubliceerd in 1994 door Winston & Hayward.